# Chiesa di San Giovanni Battista (San Giovanni al Natisone)
La chiesa di San Giovanni Battista è la parrocchiale di San Giovanni al Natisone, in provincia ed arcidiocesi di Udine; fa parte della forania del Friuli Orientale.

## Storia
Il campanile fu edificato nel Trecento ed era originariamente una torre difensiva. Venne adattato alla scopo attuale nel XVI secolo, quando fu costruita la primitiva chiesa, alla quale era addossato. Detta chiesetta venne demolita nel 1822 per ordine del vescovo di Udine Emmanuele Lodi. L'attuale parrocchiale venne edificata nel 1828 su progetto di Andrea Scala e consacrata nel 1832. Danneggiato dal sisma del 1976, l'edificio subì un intervento di restauro negli anni ottanta. Nel 2013 anche il campanile è stato ristrutturato.

## Interno
Opere di pregio presenti all'interno della chiesa sono l'altar maggiore, in stile barocco ed impreziosito da statue dei Santi Gottardo e Giovanni Battista, gli altari laterali, anch'essi opera di Andrea Scala, le vetrate di Arrigo Poz del 1982 e dei dipinti raffiguranti la Crocifissione e I Quattro Evangelisti.